# 卡爾洪堡 (內布拉斯加州)
卡爾洪堡（英語：Fort Calhoun）是位於美國內布拉斯加州華盛頓縣的城市。

## 人口
根據2020年美國人口普查的數據，卡爾洪堡的面積為1.77平方千米，皆為陸地。當地共有人口1108人，而人口密度為每平方千米626人。